# Rayeuk Pirak
Rayeuk Pirak is een bestuurslaag in het regentschap Aceh Utara van de provincie Atjeh, Indonesië. Rayeuk Pirak telt 281 inwoners (volkstelling 2010).